# Defence Science and Technology Laboratory
Le Defence Science and Technology Laboratory (DSTL) est une agence exécutive du ministère de la Défense du Royaume-Uni. Son objectif déclaré est de "maximiser l'impact de la science et de la technologie sur la défense et la sécurité du Royaume-Uni". L'agence est dirigée par Gary Aitkenhead en tant que directeur général, et le conseil d'administration est présidé par Sir David Pepper. La responsabilité ministérielle incombe au ministre des achats de défense.

## Historique
Le DSTL a été formé à partir de la scission de l'Agence d'évaluation et de recherche de la défense (DERA) en juillet 2001, afin de mener à bien et de conserver le travail scientifique et technologique le mieux effectué au sein du gouvernement, Tandis que la majorité des activités de DERA et des activités industrielles étaient transférées à Qinetiq, une société appartenant à 100% au gouvernement avant d’être introduites en bourse.
Le laboratoire a absorbé le centre de sciences appliquées et de technologie (CAST) du Home Office en avril 2018, et récupère ses missions consistant à appliquer la science et la technologie pour soutenir les opérations du Home Office, fournir des preuves à l'appui des politiques et assurer certaines fonctions de réglementation.

## Organisation
Le DSTL est une agence exécutive parrainée par le ministère de la Défense (MOD). La plupart des fonds proviennent du ministère de la Défense, tandis qu'une petite partie provient d'autres ministères et de sources commerciales. Selon les chiffres de 2016/17, 91% des 587 millions de livres sterling de budget du DSTL proviendraient du ministère de la Défense .
En 2015, l'agence a achevé une réorganisation majeure en fusionnant douze départements opérationnels en cinq divisions le 1er avril 2015. Ce changement visait à permettre une livraison plus cohérente et productive aux clients et à simplifier les itinéraires d'accès des fournisseurs.

### Direction
DSTL a eu quatre directeurs depuis sa création :
- Martin Earwicker (2001-2006): a été directeur général de sa création en 2001 jusqu'à son départ en 2006 pour le Science Museum[6].
- Dr Frances Saunders (2006-2011): a pris ses fonctions de directeur général par intérim en mai 2006[7] et a été nommé directeur général en août 2007[8],[9].
- Jonathan Lyle (2012-2017): ancien directeur du bureau des programmes du DSTL, a été nommé à au poste par intérim, et fut titularisé en mars 2012.
- Gary Aitkenhead[10] (2018–): en septembre 2017, David Marsh, directeur de la capacité et de la prestation, a été nommé directeur général par intérim. Le 30 novembre 2017, Gary Aitkenhead a été nommé, et a pris ses fonctions en janvier 2018[11].

## Opérations
Le DSTL effectue un large éventail de travaux allant des analyses de haut niveau aux décisions du ministère de la Défense en matière de politique d'approvisionnement, en passant par la recherche technique dans les domaines de la défense tels que les sciences biomédicales et l'électronique, en parallèle des travaux opérationnels tels que l'analyse forensique d'explosifs, et l'envoi de scientifiques volontaires rémunérés en Irak et en Afghanistan pour fournir des conseils scientifiques rapides aux forces britanniques. Il a travaillé pour environ 40 ministères et agences, y compris le Home Office et le Department for Transport. Pour mener à bien ses tâches, le groupe entreprend des recherches auprès de l'industrie et du monde universitaire.
À la suite d'un processus d'examen et de consultation lancé par le conseiller scientifique principal (CSA) du MOD, le laboratoire devient responsable de la formulation et de la commission du programme de recherche non nucléaire de ministère à compter du 1er avril 2010, sous la responsabilité du bureau programme du DSTL,. Au sein du bureau programme, il y avait 16 domaines, avec certains constitués comme centres de science et de technologie, tels qu'Armure et Protection, Cyber-Influence, Contre-terrorisme et RBC (Radiologique, Biologique et Chimique). Ces centres ont financé des recherches via le Center for Defence Enterprise, qui fait également partie du bureau programme.
Dans le cadre de l'Examen stratégique de la sécurité et de la défense de 2015, il était proposé de créer "un service soutenu par le gouvernement, conçu pour aider les petites et moyennes entreprises à commercialiser plus rapidement les nouvelles idées". En 2016, le secrétaire à la Défense, Michael Fallon, a annoncé que cet "accélérateur de défense et de sécurité" aurait accès à un fonds d'innovation de 800 millions de livres et s'appuierait sur le modèle du «Center for Defence Enterprise», opérant au sein du DSTL.
En 2017, le DSTL a lancé un programme quinquennal d'innovation dans les sciences spatiales.
Le DSTL est également un agent d'influence. Son  « Influence Programme » a pour but d'utiliser les sciences du comportement pour propager l'information de façon à en optimiser le pouvoir d'influence stratégique, opérationnel et tactique.

## Sites
Les sites actuels incluent :
- Alverstoke, Hampshire (en tant que locataire de l'Institut de médecine navale)
- Fort Halstead, Kent (départ prévu)[26],[27]
- Campus scientifique et d'innovation Harwell, Oxfordshire
- Langhurst, West Sussex
- Porton Down, Wiltshire (siège social)
- Portsdown West, Hampshire
- Sandridge, Hertfordshire

Les fonctions des deux anciens sites de CAST - Sandridge et Langhurst - seront transférées vers les sites principaux de Porton Down et Portsdown West d'ici 2020.
Des sections de tôle d'acier pré-atomique de 150 millimètres d'épaisseur non contaminées par des radionucléides, récupérées sur le HMS Vanguard, ont été utilisées pour la protection de l'anthropogammamétre du Laboratoire de recherche radiobiologique (aujourd'hui DSTL) à Alverstoke.